# Łętków (rejon złoczowski)
Łętków (ukr. Леньків) – wieś na Ukrainie w rejonie złoczowskim obwodu lwowskiego.

## Historia
Dawniej część wsi Trójca w powiecie brodzkim.
Do 2020 w rejonie buskim. 